# هارنوساند
هارنوساند (بالسويدية: Härnösand)
مدينة سويدية في الشمال الشرقي من البلاد مطلة على الشاطئ، ضمن مقاطعة فسترنورلاند (بالسويدية: Västernorrland County)
فيها بلدية هارنوساند وأبرشية هارنوساند، تعداد سكانها 25,269 نسمة في عام 2016.

## المناخ
يظهر الجدول التالي التغييرات المناخية على مدار السنة لهارنوساند:
| البيانات المناخية لـهارنوساند          | البيانات المناخية لـهارنوساند | البيانات المناخية لـهارنوساند | البيانات المناخية لـهارنوساند | البيانات المناخية لـهارنوساند | البيانات المناخية لـهارنوساند | البيانات المناخية لـهارنوساند | البيانات المناخية لـهارنوساند | البيانات المناخية لـهارنوساند | البيانات المناخية لـهارنوساند | البيانات المناخية لـهارنوساند | البيانات المناخية لـهارنوساند | البيانات المناخية لـهارنوساند | البيانات المناخية لـهارنوساند |
| الشهر                                  | يناير                         | فبراير                        | مارس                          | أبريل                         | مايو                          | يونيو                         | يوليو                         | أغسطس                         | سبتمبر                        | أكتوبر                        | نوفمبر                        | ديسمبر                        | المعدل السنوي                 |
| -------------------------------------- | ----------------------------- | ----------------------------- | ----------------------------- | ----------------------------- | ----------------------------- | ----------------------------- | ----------------------------- | ----------------------------- | ----------------------------- | ----------------------------- | ----------------------------- | ----------------------------- | ----------------------------- |
| الدرجة القصوى °م (°ف)                  | 10.5 (50.9)                   | 12.5 (54.5)                   | 17.0 (62.6)                   | 22.4 (72.3)                   | 28.4 (83.1)                   | 31.4 (88.5)                   | 32.7 (90.9)                   | 31.5 (88.7)                   | 26.0 (78.8)                   | 20.6 (69.1)                   | 13.9 (57.0)                   | 10.3 (50.5)                   | 32.7 (90.9)                   |
| الحد الأقصى المتوسط °م (°ف)            | 5.2 (41.4)                    | 6.6 (43.9)                    | 11.0 (51.8)                   | 15.6 (60.1)                   | 21.7 (71.1)                   | 24.7 (76.5)                   | 26.9 (80.4)                   | 25.1 (77.2)                   | 20.4 (68.7)                   | 14.1 (57.4)                   | 9.2 (48.6)                    | 6.7 (44.1)                    | 27.6 (81.7)                   |
| متوسط درجة الحرارة الكبرى °م (°ف)      | −1.6 (29.1)                   | −1.1 (30.0)                   | 2.9 (37.2)                    | 7.9 (46.2)                    | 13.4 (56.1)                   | 18.0 (64.4)                   | 21.3 (70.3)                   | 19.6 (67.3)                   | 14.9 (58.8)                   | 8.2 (46.8)                    | 3.3 (37.9)                    | 0.4 (32.7)                    | 8.9 (48.1)                    |
| المتوسط اليومي °م (°ف)                 | −4.9 (23.2)                   | −4.5 (23.9)                   | −1.1 (30.0)                   | 3.6 (38.5)                    | 8.9 (48.0)                    | 13.5 (56.3)                   | 17.0 (62.6)                   | 15.5 (59.9)                   | 11.1 (52.0)                   | 5.0 (41.0)                    | 0.7 (33.3)                    | −2.7 (27.1)                   | 5.2 (41.3)                    |
| متوسط درجة الحرارة الصغرى °م (°ف)      | −8.1 (17.4)                   | −7.9 (17.8)                   | −5.0 (23.0)                   | −0.7 (30.7)                   | 4.3 (39.7)                    | 8.9 (48.0)                    | 12.6 (54.7)                   | 11.4 (52.5)                   | 7.2 (45.0)                    | 1.7 (35.1)                    | −2.0 (28.4)                   | −5.7 (21.7)                   | 1.4 (34.5)                    |
| الحد الأدنى المتوسط °م (°ف)            | −20.2 (−4.4)                  | −19.2 (−2.6)                  | −15.7 (3.7)                   | −6.9 (19.6)                   | −2.0 (28.4)                   | 3.6 (38.5)                    | 7.1 (44.8)                    | 5.7 (42.3)                    | 0.6 (33.1)                    | −6.4 (20.5)                   | −10.7 (12.7)                  | −15.8 (3.6)                   | −23.4 (−10.1)                 |
| أدنى درجة حرارة °م (°ف)                | −32.5 (−26.5)                 | −33.2 (−27.8)                 | −31.0 (−23.8)                 | −18.0 (−0.4)                  | −6.5 (20.3)                   | −2.7 (27.1)                   | 3.0 (37.4)                    | 0.2 (32.4)                    | −5.8 (21.6)                   | −16.0 (3.2)                   | −21.5 (−6.7)                  | −34.7 (−30.5)                 | −34.7 (−30.5)                 |
| الهطول مم (إنش)                        | 69.8 (2.75)                   | 42.4 (1.67)                   | 35.0 (1.38)                   | 33.7 (1.33)                   | 45.3 (1.78)                   | 42.5 (1.67)                   | 69.8 (2.75)                   | 92.5 (3.64)                   | 62.3 (2.45)                   | 77.8 (3.06)                   | 75.8 (2.98)                   | 74.3 (2.93)                   | 721.2 (28.39)                 |
| المصدر #1: SMHI Open Data              |                               |                               |                               |                               |                               |                               |                               |                               |                               |                               |                               |                               |                               |
| المصدر #2: SMHI climate data 2002–2018 |                               |                               |                               |                               |                               |                               |                               |                               |                               |                               |                               |                               |                               |

## توأمة
لهارنوساند اتفاقيات توأمة مع:
- كريستيانسوند

## أعلام
- لينا اندري
- سفين هامرين
- ليف سفينسون
- نيلس بوهلين
- هيلج جاكوبسن
- أنا-ليزا أريكسون
- بير نيلسون